# Herbon
Der Herbon ist ein Fluss im Zentrum von Frankreich, der in den Départements Indre und Cher der Region Centre-Val de Loire westlich der Stadt Bourges verläuft.

## Geografie

### Verlauf
Der Herbon entspringt im westlichen Gemeindegebiet von Paudy, entwässert generell Richtung Nordosten und mündet nach rund 24 Kilometern im östlichen Gemeindegebiet von Massay als linker Nebenfluss einen Seitenarm des Arnon.

### Orte am Fluss
(Reihenfolge in Fließrichtung)
- Vœu, Gemeinde Paudy
- Paudy
- Pontpordat, Gemeinde Giroux
- Maison Neuve, Gemeinde Reuilly
- Japperenard, Gemeinde Saint-Pierre-de-Jards
- Le Thureau, Gemeinde Chéry
- Massay
- Dady, Gemeinde Massay